# فهرست زبان‌های منقرض‌شده در ایران
این فهرست شامل زبان‌هایی است که در چارچوب «مرزهای امروزی ایران» یا کاملاً از بین رفته‌اند یا به زبان‌های دیگری تبدیل شده‌اند و شکل کهن آن‌ها دیگر مورد استفاده قرار نمی‌گیرد.

## فهرست
| نام                    | نمونه | دوره                      | قومیت            | سامانه نوشتاری اصلی             | یادداشت | منابع         |
| ---------------------- | ----- | ------------------------- | ---------------- | ------------------------------- | --- | ------------- |
| زبان‌های دسته‌بندی‌نشده   |       |                           |                  |                                 | |               |
| زبان باستانی جیرفت     |       | هزاره ۳ پ. م              | اهالی تمدن جیرفت | خط جیرفتی                       | به‌دلیل عدم موفقیت در رمزگشایی کتیبه‌های منسوب به آن، ماهیتش مشخص نیست. | [ ۱ ]         |
| زبان لولوبی            | -     | هزاره ۳ پ. م              | لولوبیان         | نامشخص                          | تنها تعداد اندکی نام از آن شناخته‌شده است. | [ ۲ ]         |
| زبان گوتی              | -     | هزاره ۳ پ. م              | گوتیان           | نامشخص                          | تنها شماری از نام‌های مربوط به افراد از آن به‌جامانده است. | [ ۲ ]         |
| زبان کاسی              |       | سده‌های ۱۶ تا ۳ پ. م؟      | کاسیان           | خط میخی                         | خاستگاهش احتمالاً در حوالی کوه‌های بختیاری بوده است. تنها از کهن‌ترین شکل آن در منابع اکدی به‌صورت مجموعه‌ای از واژه‌ها گواهی به‌دست‌آمده و اینطور به‌نظر می‌رسد که تا حدودی تحت تأثیر زبان‌های اقوام مهاجر آریایی قرار داشته است. | [ ۳ ]         |
| زبان‌های تک‌خانواده      |       |                           |                  |                                 | |               |
| زبان ایلامی            |       | هزاره ۳ پ. م تا سده ۱۰ م؟ | ایلامیان         | ایلامی میخی                     | زبان تمدن ایلام که واپسین شواهد مکتوب از آن سنگ‌نوشته‌های هخامنشی هستند. به‌احتمالی زبان خوزی مورد اشاره در آثار نویسندگان اوایل دوران اسلامی، شکل متأخری از همین زبان بوده است.                                           | [ ۴ ] [ ۵ ]   |
| زبان‌های آفروآسیایی     |       |                           |                  |                                 | |               |
| زبان آرامی نو شمال‌غربی | -     | پیش از سده ۲۱ م           | یهودیان ایرانی   | خط عبری                         | در ایران متشکل از دو گویش هولئولا و لشان ددان بود که هر دو در پی کوچ گویشورانشان به اسرائیل در ایران از میان رفته‌اند.                                                                                                   | [ ۶ ] [ ۷ ]   |
| زبان‌های هوری-اورارتویی |       |                           |                  |                                 | |               |
| زبان هوری              | -     | پیش از سده ۶ پ. م         | منائیان          | خط میخی                         | از زبان‌های رایج در شمال‌غرب ایران، پیش از گسترش زبان‌های ایرانی. | [ ۸ ] [ ۹ ]   |
| زبان اورارتویی         |       | سده‌های ۹ تا ۶ پ. م        | اورارتویی‌ها      | خط میخی                         | از زبان‌های رایج در شمال‌غرب ایران، پیش از گسترش زبان‌های ایرانی. | [ ۱۰ ]        |
| زبان‌های هندواروپایی    |       |                           |                  |                                 | |               |
| زبان فارسی باستان      |       | پیش از سده ۳ پ. م         | پارسیان          | خط میخی هخامنشی                 | زبان مادری خاندان هخامنشی که درنهایت به فارسی میانه فرگشت پیدا کرد. | [ ۱۱ ]        |
| زبان مادی              | -     | نامشخص                    | مادها            | نامشخص                          | تنها به‌واسطه وام‌واژه‌هایی که از خود در زبان‌هایی مانند فارسی باستان و یونانی باستان باقی گذاشته، شناخته شده است. | [ ۱۲ ]        |
| زبان یونانی            |       | سده ۴ پ. م تا سده ۳ م     | یونانی‌ها         | الفبای یونانی                   | زبان رسمی امپراتوری‌های سلوکی و اشکانی که در اوایل دوره ساسانی نیز در کتیبه‌های سلطنتی به‌کار می‌رفت. | [ ۱۳ ]        |
| زبان سکایی باستان      | -     | سده ۷ پ. م                | سکاها            | نامشخص                          | مربوط به دوره سلطه سکاها بر مادها. | [ ۱۴ ]        |
| زبان دیلمی             |       | سده‌های ۹ تا ۱۳ م          | دیلمیان          | الفبای فارسی                    | زبان رایج در دیلمستان | [ ۱۵ ]        |
| زبان شیرازی باستان     | -     | سده ۶ پ. م تا سده ۱۸ م    | مردمان خطه فارس  | الفبای فارسی (پس از اسلام)      | زبان خواهر فارسی باستان که احتمالاً آخرین بقایای آن در دوره زندیه از بین رفتند. | [ ۱۶ ] [ ۱۷ ] |
| زبان آذری              |       | سده‌های ۷ تا ۱۷ م          | آذری‌ها           | الفبای فارسی                    | زبان رایج سرزمین آذربایجان، پیش از رواج ترکی آذری. | [ ۱۸ ]        |
| زبان پارتی             |       | پیش از سده ۶ م            | مردمان پارت      | پهلوی اشکانی کتیبه‌ای            | زبان دولتی اشکانیان که در دوره ساسانی، فارسی میانه جایگزین آن شد. | [ ۱۹ ]        |
| زبان فارسی میانه       |       | سده ۳ پ. م تا سده ۹ م     | پارسیان          | خط پهلوی                        | زبان رسمی شاهنشاهی ساسانی که در اوایل دوران اسلامی به فارسی نو فرگشت پیدا کرد. | [ ۱۱ ]        |
| زبان فارس‌یهود          |       | سده‌های ۸ تا ۲۰ م          | یهودیان ایرانی   | خط عبری                         | مجموعه‌ای از گویش‌های یهودی-ایرانی، برپایه زبان فارسی و با تأثیرپذیری از زبان‌های عبری و آرامی که درنهایت در نوع معمول زبان فارسی مضمحل شد.                                                                                | [ ۲۰ ]        |
| زبان سکایی میانه       | -     | نامشخص                    | سکاها            | نامشخص                          | فرض بر این است سکاهایی که در سده ۲ پ. م به سیستان و شمال هند کوچیدند دارای زبانی مشابه با سکاهای حوضه تاریم بوده باشند.                                                                                                 | [ ۲۱ ]        |
| زبان‌های آلتایی         |       |                           |                  |                                 | |               |
| زبان مغولی میانه       |       | سده‌های ۱۳ تا ۱۶ م         | مغولان           | خط اویغوری                      | از زبان‌های درباری و دولتی در روزگار ایلخانان و جلایریان. | [ ۲۲ ]        |
| زبان ترکی شرقی         |       | سده‌های ۱۳ تا ۱۶ م         | برخی ترک‌ها       | خط اویغوری در کنار الفبای فارسی | از زبان‌های دیوانی دوره ایلخانی که به‌عنوان زبان جغتایی، زبان دربار تیموریان به‌حساب می‌آمد. | [ ۲۳ ] [ ۲۲ ] |
| زبان ترکی عجمی         |       | سده‌های ۱۵ تا ۱۸ م         | ترکمانان         | الفبای فارسی                    | شکل آغازین ترکی آذری که زبان ادبی و گفتاری دودمان صفوی بود. | [ ۲۴ ] [ ۲۵ ] |